# Caryanda damingshana
Caryanda damingshana är en insektsart som beskrevs av Zheng, Z. och K. Li 2001. Caryanda damingshana ingår i släktet Caryanda och familjen gräshoppor. Inga underarter finns listade i Catalogue of Life.